# گرانادا (نیکاراگوئه)
گرانادا (به لاتین: Granada) شهری است تاریخی در فاصلهٔ سی کیلومتری پایتخت_ نیکاراگوئه _ا که ۵۳۱ کیلومتر مربع مساحت و ۱۱۷٬۵۶۹ نفر جمعیت دارد.
گرانادا قدیمی‌ترین شهر امریکای مرکزی بوده و همچنین دارای بزرگترین دریاچه آب شیرین این منطقه نیز می‌باشد  .

## خواهرخوانده
شهرهای فرانکفورت، گوالگوایچو، تمپا، فلوریدا، واکیشا، ویسکانسین و جیبوتی (شهر) خواهرخوانده‌های گرانادا (نیکاراگوئه) هستند.